# Маленченко, Юрий Иванович

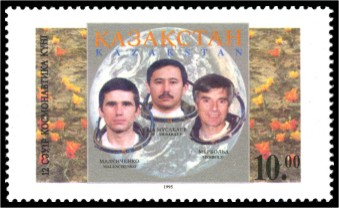
Почтовая марка Казахстана:
Юрий Маленченко,
Талгат Мусабаев,
Ульф Мербольд

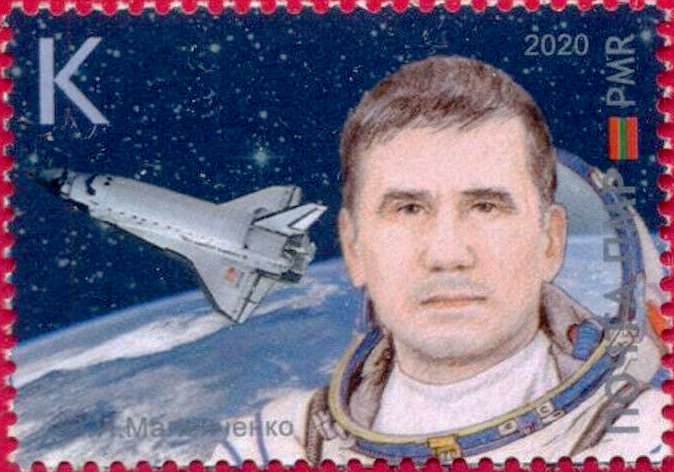
Юрий Маленченко на почтовой марке Приднестровья, 2020

Юрий Иванович Маленченко (род. 22 декабря 1961, Хрущёв, Кировоградская область) — российский космонавт, полковник, Герой Российской Федерации (1994), лётчик-космонавт Российской Федерации (1994). Народный герой Казахстана (1995), лётчик-космонавт Казахстана (1995). Cовершил 6 полётов в космос и провёл на орбите в общей сложности 827 суток. За время полётов совершил 5 выходов в открытый космос, один из которых продлился более 6 часов.

## Биография
Родился 22 декабря 1961 года в городе Хрущёве (ныне Светловодск) Кировоградской области Украинской ССР в семье председателя колхоза и учительницы младших классов. В 1978 году с золотой медалью окончил среднюю школу села Павловки Светловодского района Кировоградской области. В 1978 году поступил в Харьковский институт радиоэлектроники, но после первого курса оставил институт и перевёлся на учёбу в Харьковское высшее военное авиационное училище лётчиков, которое окончил в 1983 году.
С декабря 1983 года служил в 684-м гвардейском истребительном авиационном полку 119-й истребительной авиационной дивизии ВВС Одесского военного округа в городе Тирасполе.
В марте 1987 года решением межведомственной комиссии зачислен в отряд космонавтов. С декабря 1987 по июль 1989 года проходил общекосмическую подготовку. С сентября 1989 по декабрь 1992 года готовился к полёту на орбитальной станции «Мир» в составе группы космонавтов-испытателей. В 1990—1993 годах заочно обучался в Военно-воздушной инженерной академии имени Н. Е. Жуковского на факультете руководящего инженерного состава по специальности «Инженерная оперативно-тактическая, летательные аппараты». С января по июль 1993 года проходил подготовку в качестве командира резервного экипажа по программе 14-й экспедиции на ОC «Мир». С августа по декабрь 1993 года прошёл непосредственную подготовку к полёту в качестве командира дублирующего экипажа по программе 15-й экспедиции на «Мир». В январе — июне 1994 года проходил подготовку к полёту в качестве командира основного экипажа по программе 16-й экспедиции на «Мир».
С 1 июля по 4 ноября 1994 года совершил свой первый полёт в качестве командира ТК «Союз ТМ-19» и ОC «Мир» по программе ЭО-16, вместе с Талгатом Мусабаевым. Продолжительность полёта — 125 суток 22 часа 53 минуты 36 секунд.
С августа по декабрь 1996 года являлся координатором Центра подготовки космонавтов в НАСА. В 1997—1998 годах проходил подготовку к полёту на Международной космической станции (МКС) в составе группы космонавтов. В августе 1998 года назначен в экипаж шаттла «Дискавери» STS-96. С октября 1998 по сентябрь 2000 года прошёл подготовку к космическому полёту на шаттле в Космическом центре имени Джонсона (НАСА).
С 8 по 20 сентября 2000 года совершил свой второй полёт в качестве специалиста полёта в экипаже шаттла «Атлантис» STS-106. Продолжительность полёта — 11 суток 19 часов 12 минут 14 секунд.
С января 2001 года проходил подготовку к космическому полёту в качестве командира основного экипажа 7-й экспедиции на МКС.
С 24 апреля по 28 октября 2003 года совершил свой третий полёт в качестве командира экипажа 7-й основной экспедиции МКС и корабля «Союз ТМА-2», вместе с Эдвардом Лу. Продолжительность полёта — 184 суток 22 часа 46 минут 28 секунд.
С 10 октября 2007 года по 19 апреля 2008 года в качестве командира корабля «Союз ТМА-11» и бортинженера участвовал в 16-й основной экспедиции на МКС. В составе экипажа также — командир экспедиции Пегги Уитсон (США) и исследователь Шейх Музафар Шукор (Малайзия). Это был четвёртый полёт Юрия Маленченко. Продолжительность полёта — 191 сутки 19 часов 13 минут 21 секунда.
Общая продолжительность четырёх полётов: 514 суток 11 часов 58 минут 05 секунд.
В июле 2009 года в звании полковника уволен в запас и отчислен из отряда космонавтов ЦПК имени Ю. А. Гагарина. В феврале 2010 года зачислен в гражданский отряд космонавтов ФГУ «ЦПК имени Ю. А. Гагарина» на должность инструктора-космонавта-испытателя.
15 июля 2012 года отправился в пятый полёт в качестве бортинженера экспедиций МКС-32 и МКС-33. Стартовал на корабле «Союз ТМА-05М» в качестве командира корабля. Приземлился 19 ноября 2012 года.
15 декабря 2015 года отправился в шестой полёт. Стартовал на корабле «Союз ТМА-19М» в качестве командира корабля. Приземлился 18 июня 2016 года. Продолжительность пребывания на орбите экипажа экспедиции МКС-46/47 составила 186 суток. На эту дату общая продолжительность пребывания Юрия Маленченко на орбите составляет 827 суток. В 6-й экспедиции продолжительность выхода в открытый космос составила 4 часа 43 минуты.
2 сентября 2016 года приказом начальника ЦПК освобождён от должности инструктора-космонавта-испытателя 1-го класса и назначен начальником 1-го управления ЦПК, выбыв из отряда космонавтов.
Живёт в Звёздном городке.
Статистика
| # | Стартовый корабль | Старт, UTC        | Экспедиция              | Корабль посадки  | Посадка, UTC      | Налёт                       | Выходы в открытый космос | Время в открытом космосе |
| - | ----------------- | ----------------- | ----------------------- | ---------------- | ----------------- | --------------------------- | ------------------------ | ------------------------ |
| 1 | Союз ТМ-19        | 01.07.1994, 12:24 | Союз ТМ-19, Мир-16      | Союз ТМ-19       | 04.11.1994, 11:18 | 125 суток 22 часа 53 минуты | 2                        | 11 часов 07 минут        |
| 2 | Атлантис STS-106  | 08.09.2000, 12:45 | Атлантис STS-106, МКС   | Атлантис STS-106 | 20.09.2000, 07:56 | 11 суток 19 часов 10 минут  | 1                        | 06 часов 14 минут        |
| 3 | Союз ТМА-2        | 26.04.2003, 03:53 | Союз ТМА-2, МКС-7       | Союз ТМА-2       | 28.10.2003, 02:40 | 184 суток 22 часа 46 минут  | 0                        | 0                        |
| 4 | Союз ТМА-11       | 10.10.2007, 13:22 | Союз ТМА-11, МКС-16     | Союз ТМА-11      | 19.04.2008, 08:29 | 191 сутки 19 часов 07 минут | 1                        | 06 часов 55 минут        |
| 5 | Союз ТМА-05М      | 15.07.2012, 02:40 | Союз ТМА-05М, МКС-32/33 | Союз ТМА-05М     | 19.11.2012, 01:53 | 126 суток 23 часа 13 минут  | 1                        | 05 часов 51 минута       |
| 6 | Союз ТМА-19М      | 15.12.2015, 11:03 | Союз ТМА-19М, МКС-46/47 | Союз ТМА-19М     | 18.06.2016, 09:15 | 185 суток 22 часа 11 минут  | 1                        | 04 часов 45 минута       |
|   |                   |                   |                         |                  |                   | 827 суток 09 часов 20 минут | 6                        | 34 часа 53 минуты        |

### Космическая свадьба
10 августа 2003 года, когда Маленченко находился на борту МКС, состоялась заочная свадьба российского космонавта и гражданки США Екатерины Дмитриевой.
Маленченко познакомился с Дмитриевой в Хьюстоне, штат Техас, где проходил тренировки. Она эмигрировала в США из СССР вместе с родителями, когда ей было 4 года. Она примерно на 15 лет моложе своего супруга. Мать — специалист в НАСА по орбитальным программам, отец — преподаватель в одном из университетов штата Техас. Предложение Маленченко сделал за четыре месяца до полёта, назначенного на апрель 2003 года. Свадьбу было решено провести в августе, после возвращения его на Землю.
Находясь на борту МКС, Юрий Маленченко и Эдвард Лу получили уведомление из Центра управления полётами, что их космическая командировка продлевается до 28 октября 2003 года. Тогда Маленченко решил совершить бракосочетание, о чём уведомил ЦУПы России и США (по некоторым сведениям, на этом настояла Дмитриева).
По законам штата Техас регистрация брака допустима в случае отсутствия жениха по уважительной причине. Руководство НАСА пошло на то, чтобы провести церемонию регистрации брака в своём ЦУПе. Командующий ВВС России генерал-полковник В. С. Михайлов сослался на то, что действующий российский офицер, имеющий доступ к государственным секретам, обязан сначала получить разрешение на брак с гражданкой другого государства, причём сделать это можно только на Земле.
В день свадьбы 10 августа 2003 года Маленченко и Дмитриева, глядя друг на друга через экраны мониторов, сами надели себе обручальные кольца. Свидетелем со стороны жениха стал Эдвард Лу. Обручальное кольцо для жениха и галстуки-бабочки для него и свидетеля были доставлены на орбиту в посылке грузовым кораблём «Прогресс». Марш Мендельсона на синтезаторе исполнил свидетель.
Розовое свадебное платье Дмитриевой было пошито в самом престижном салоне Хьюстона. На обручальных кольцах у обоих были изображены разбросанные на золоте драгоценные камни в виде всех планет Солнечной системы, а также Солнце и МКС. Документы о заключении брака вместо Маленченко подписал в Центре управления полётами в Хьюстоне уполномоченный российским космонавтом американский адвокат.
После свадьбы появились сообщения о том, что НАСА и Росавиакосмос собираются включить в контракт, который заключают все космонавты, пункт о запрете подобных свадебных церемоний.
У Юрия Маленченко есть сын Дмитрий.
В 2006 году у Маленченко и Дмитриевой родилась дочь Камилла.

## Воинские звания
- Лейтенант (15.10.1983).
- Старший лейтенант (5.11.1985).
- Капитан (3.01.1988).
- Майор (29.01.1991).
- Подполковник (29.01.1994).
- Полковник (17.12.1995).

## Награды

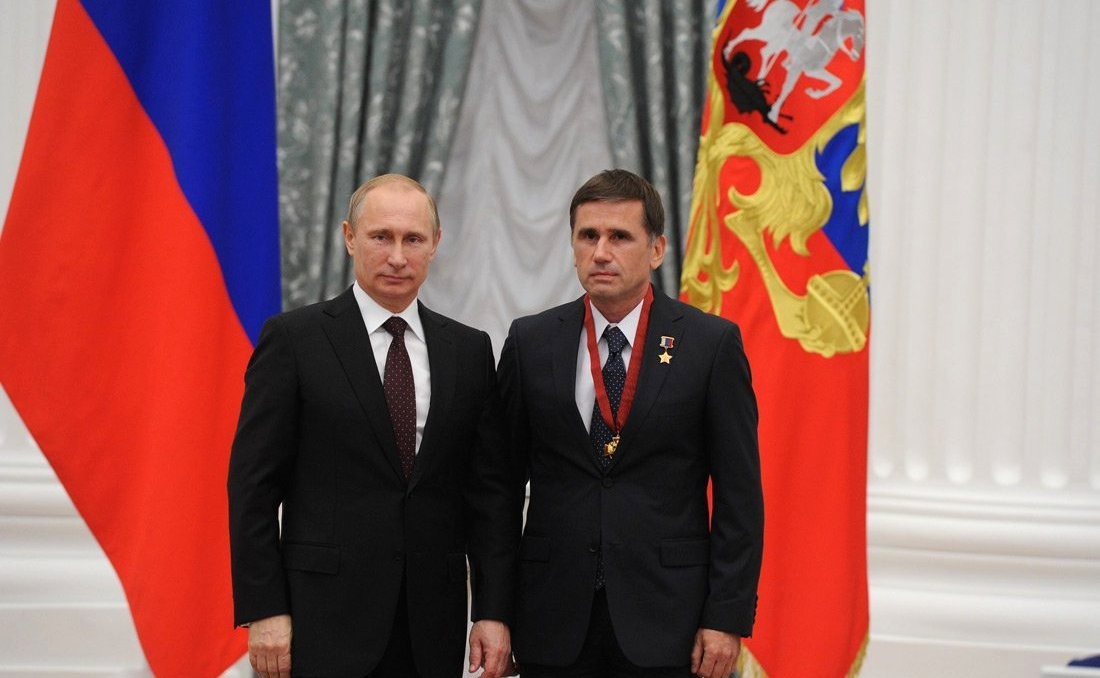
Награждение Орденом «За заслуги перед Отечеством» III степени. 31 июля 2014 года

- Герой Российской Федерации (24 ноября 1994) — за активное участие в подготовке и успешном осуществлении длительного международного космического полета на орбитальном научно-исследовательском комплексе «Мир», проявленные при этом мужество и героизм
- Орден «За заслуги перед Отечеством» II степени (12 июля 2017) — за мужество и высокий профессионализм, проявленные при осуществлении длительного космического полёта на Международной космической станции[10]
- Орден «За заслуги перед Отечеством» III степени (22 мая 2014) — за достигнутые трудовые успехи, значительный вклад в социально-экономическое развитие Российской Федерации, заслуги в освоении космоса, гуманитарной сфере, укреплении законности, активную законотворческую и общественную деятельность, многолетнюю добросовестную работу[11]
- Орден «За заслуги перед Отечеством» IV степени (2008)[12]
- Орден «За военные заслуги» (Россия, 2000)
- Медаль «За заслуги в освоении космоса» (12 апреля 2011) — за большие заслуги в области исследования, освоения и использования космического пространства, многолетнюю добросовестную работу, активную общественную деятельность[13]
- Медаль «За воинскую доблесть» I степени (Министерство обороны Российской Федерации; 2000)
- Медаль «За отличие в воинской службе» I степени (Министерство обороны Российской Федерации; 2000)
- Медаль «За отличие в воинской службе» II степени (Министерство обороны Российской Федерации; 4 апреля 1996)
- Медаль «За отличие в воинской службе» III степени (Министерство обороны Российской Федерации)
- Премия Правительства Российской Федерации имени Ю. А. Гагарина в области космической деятельности (2016) — за создание технологии многосегментной подготовки к полёту экипажей международной космической станции
- Юбилейная медаль «70 лет Вооружённых Сил СССР» (1988)
- Медаль «За безупречную службу» III степени (1990)
- Медаль Алексея Леонова (Кемеровская область, 2015) — за пять совершённых выходов в открытый космос[14]
- Лётчик-космонавт Российской Федерации (24 ноября 1994) — за активное участие в подготовке и успешном осуществлении длительного международного космического полета на орбитальном научно-исследовательском комплексе «Мир», проявленные при этом мужество и героизм
- Звание «Народный Герой» — (Казахстан, 1995)
- Лётчик-космонавт Казахстана (1995)
- Орден «Отан» (Казахстан, 1995)
- Благодарность Президента Российской Федерации (9 апреля 2001) — за успешное осуществление международного космического полёта[15]
- Медаль «За космический полёт» (НАСА)

## Другие сведения
Является членом совета директоров платёжной системы «Лидер».